# Pavao Rauch

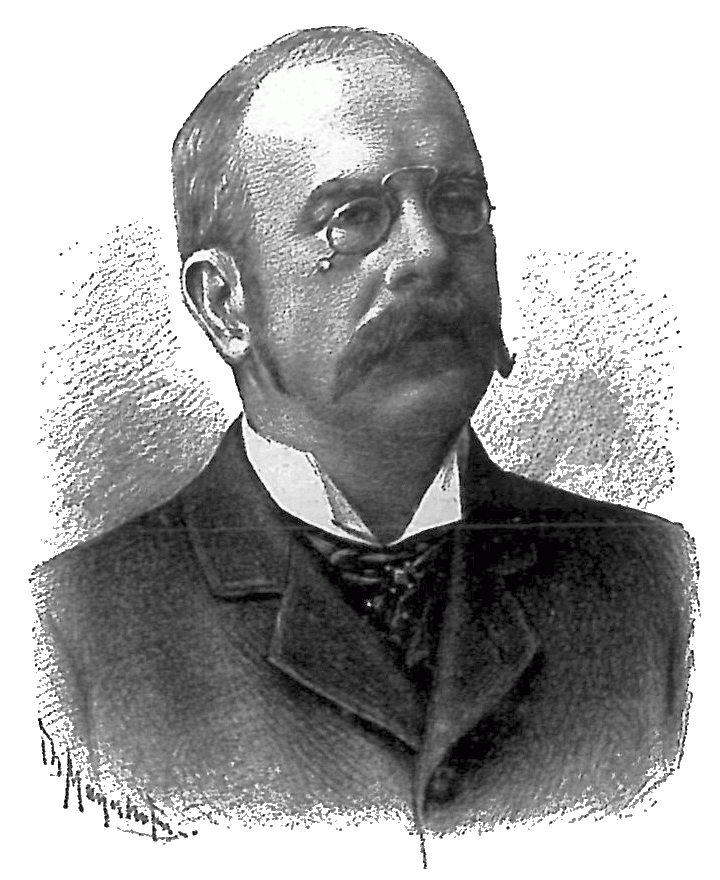
Baron Pavao Rauch, 1908 (Th. Mayerhofer)

Baron Pavao Rauch de Nyék (* 20. Februar 1865 in Agram; † 29. November 1933 in Martijanec bei Varaždin) war ein kroatischer Politiker und Ban (Vizekönig) von Kroatien und Slawonien zwischen 1908 und 1910.

## Leben
Pavao Rauch war der Sohn von Baron Levin Rauch de Nyék, Ban (Vizekönig) von Kroatien-Slawonien von 1868 bis 1871, und Gräfin Antonia Sermage de Szomszédvár et Medvedgrad (1826–1913). Er studierte ab 1882 an den Universitäten Budapest und Wien Rechtswissenschaften. Er war in der Folge zunächst gewählter Abgeordneter im Sabor und stand der Kroatisch-Serbischen Koalition nahe. Zm Bruch kam es aber bald nach der Deklaration von Rijek 1906. Pavao Rauch wurde im Vorfeld der Annexion Bosniens und der Herzegowina am 8. Januar 1908 als Ban eingesetzt. Zehntausende Demonstranten randalierten bei seiner Ankunft in Agram am 15. Januar. Die Kroatisch-Serbische Koalition kündigte an, dass sie sich weigern würde, in irgendeiner Art und Weise mit dem neuen unionistisch eingestellten Ban zu kooperieren. Das kroatische Parlament (Sabor) wurde am 12. März 1908 wegen der Weigerung der Zusammenarbeit mit Rauch aufgelöst. Rauch stützte sich auf die Čista stranka prava (Reine Rechtspartei) sowie auf die Klerikalen. Pavao Rauch konnte sich zwei Jahre im Amt halten und regierte mit Dekreten und Notverordnungen. Während der Annexionskrise organisierte er 1909 einen gegen serbische Politiker in Kroatien gerichteten Hochverratsprozess. Am 5. Februar 1910 erhielt er das Entlassungsschreiben des Königs und Kaisers. Nikola Tomašić wurde zum neuen Ban ernannt.